# 先农大院
先农大院始建于1925年，坐落于当时的天津英租界的威灵顿道（Wellington Road）与达克拉道（Douglas Road）交口（今和平区河北路与洛阳道交口），占地面积为8100平方米，总建筑面积为8400平方米，由建筑围合形成建筑组团，该建筑群目前为一般保护等级历史风貌建筑，

## 历史
先农大院建于1925年，由成立于1901年的先农地产工程股份有限公司的英籍工程师雷德设计，在当时该大院多为先农地产公司的高级职员居住，所以取名为先农大院。大清银行稽核、中华民国中国银行会计局长、国库局长、中国银行南京分行行长、北京中国银行行长、天津大陆银行董事长兼总经理达谈丹崖的亲戚曾在此居住，谈丹崖居津期间偶来此小住。2013年10月13日，经过天津市历史风貌建筑整理有限公司七年的整理和修缮，天津五大道先农商旅区一期项目正式面向公众开放。

## 建筑风格
先农大院位于和平区河北路与洛阳道交口，该建筑由两幢独门联排住宅、两幢独门公寓式住宅围合形成建筑组团，总平面布局规整，留有一定的活动空间。其中，临街的两幢独门联排住宅为二层带地下室住宅，每户一楼一底设有独立的前花园和后杂院，住宅外立面为清水红砖墙面，屋顶为红瓦双坡顶。建筑内部一楼为客厅、饭厅和厨房，二楼为卧室、卫生间和储藏室。该建筑群为当时典型的中产阶级住宅。

## 建筑图片

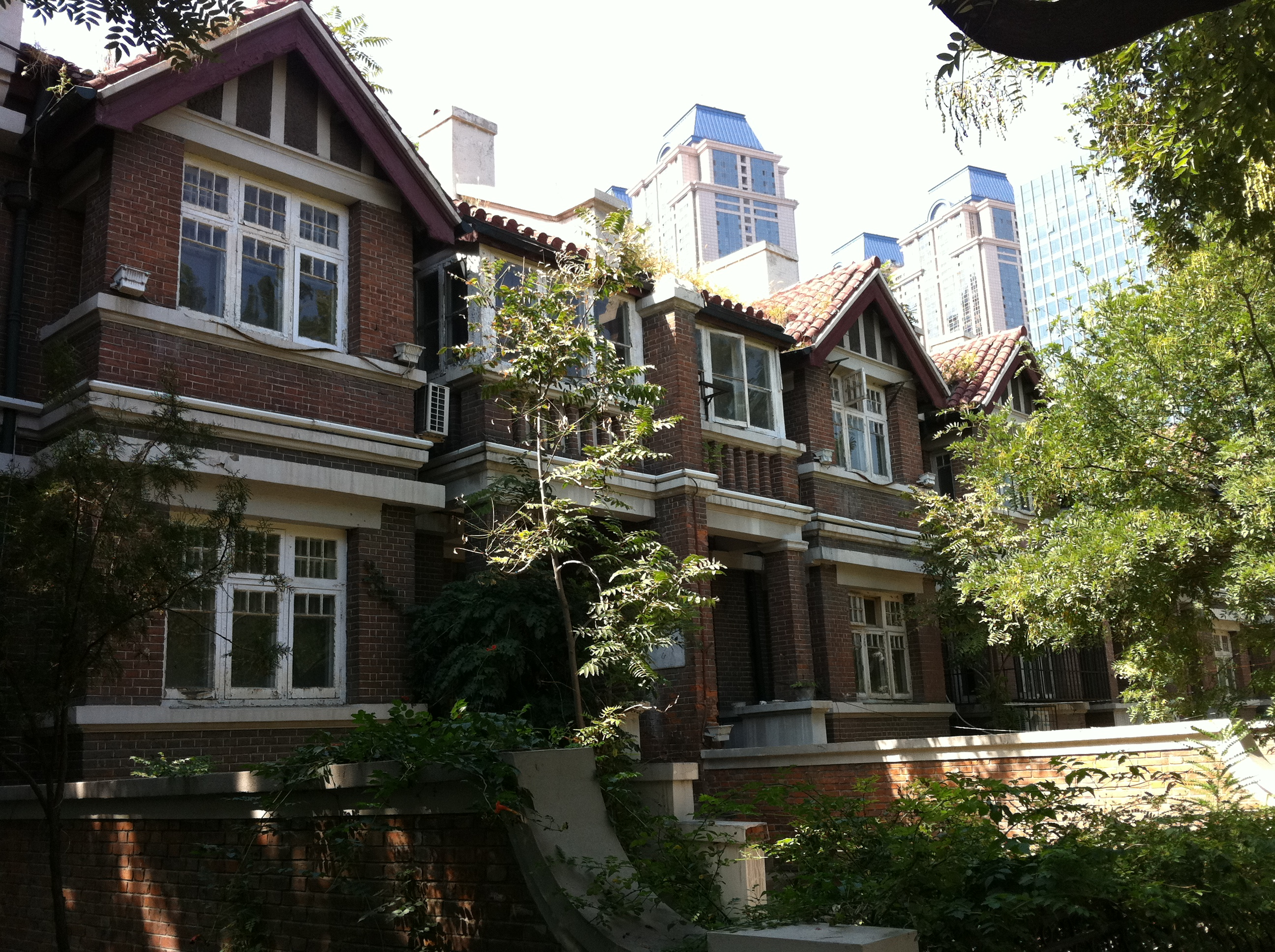
河北路288-308号
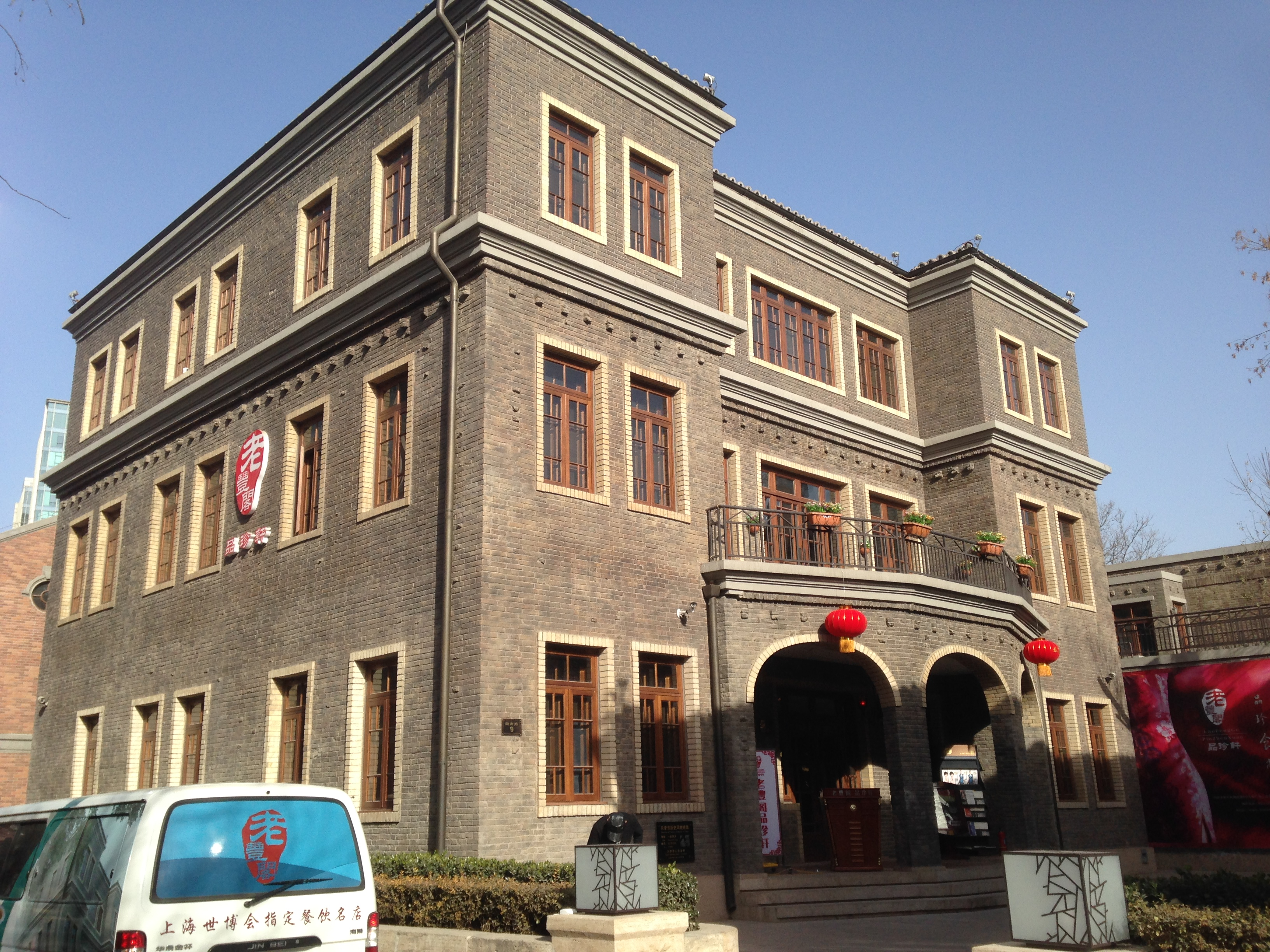
湖南路9号
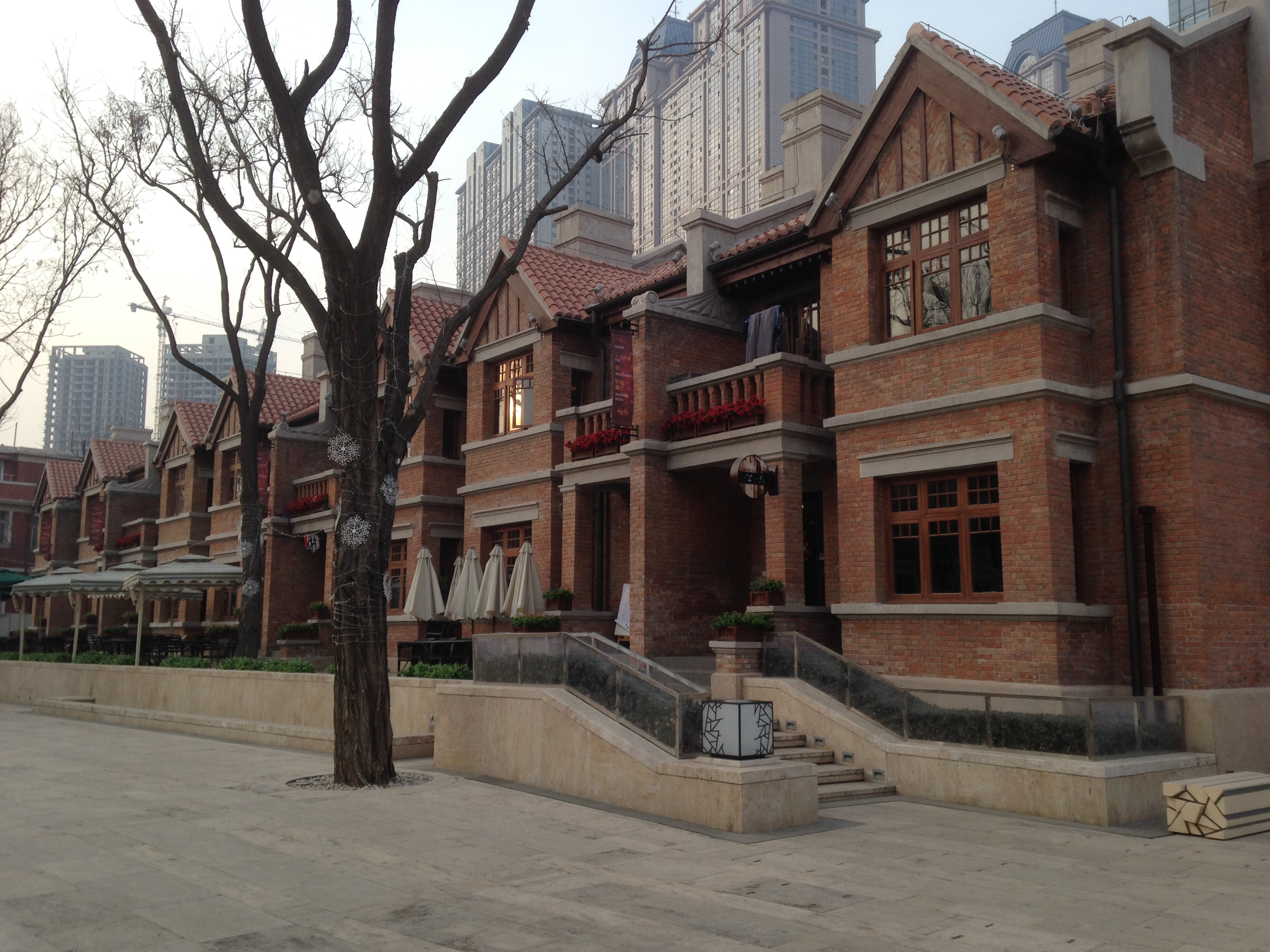
洛阳道55-67号
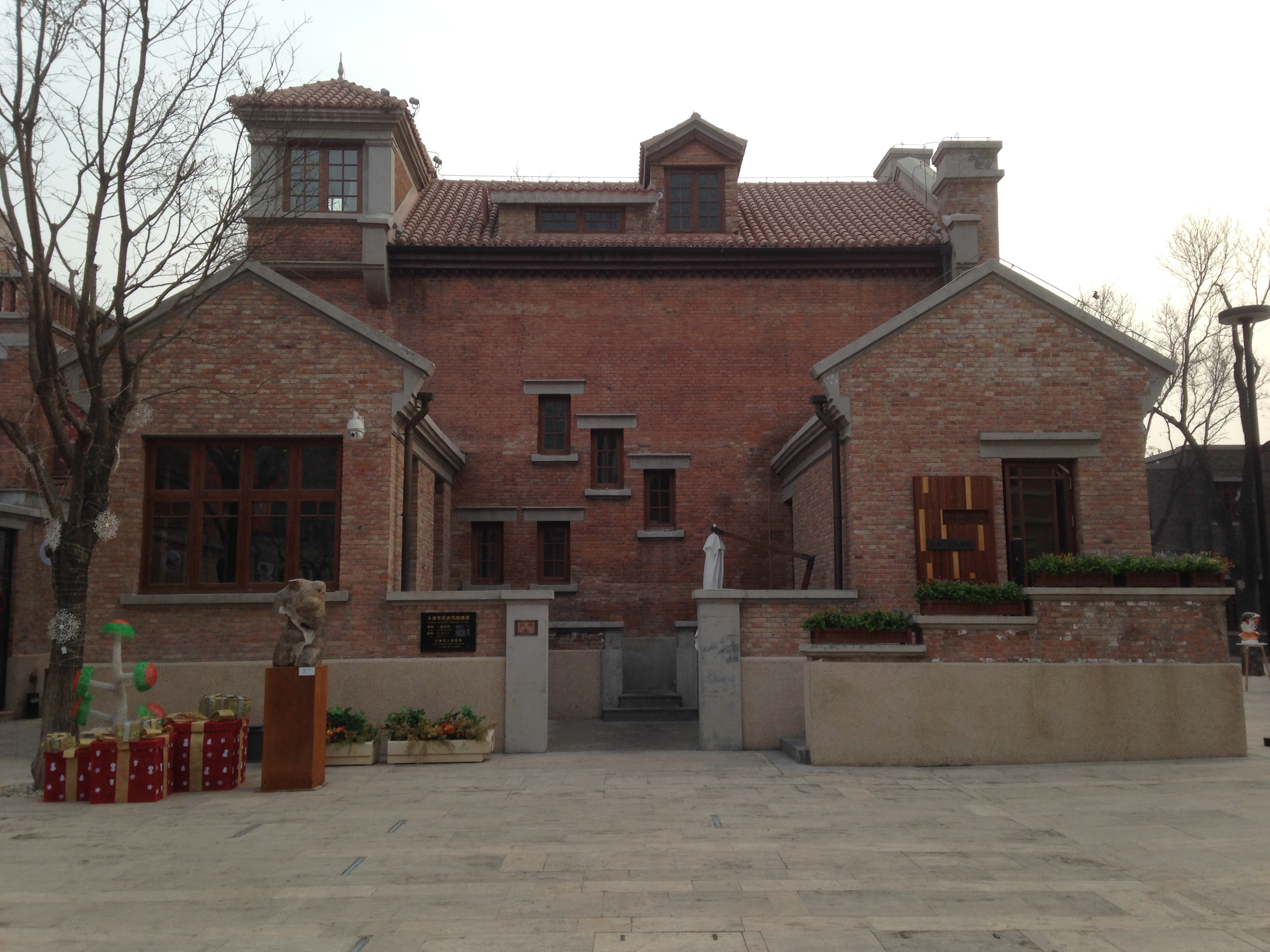
洛阳道先农大院4号
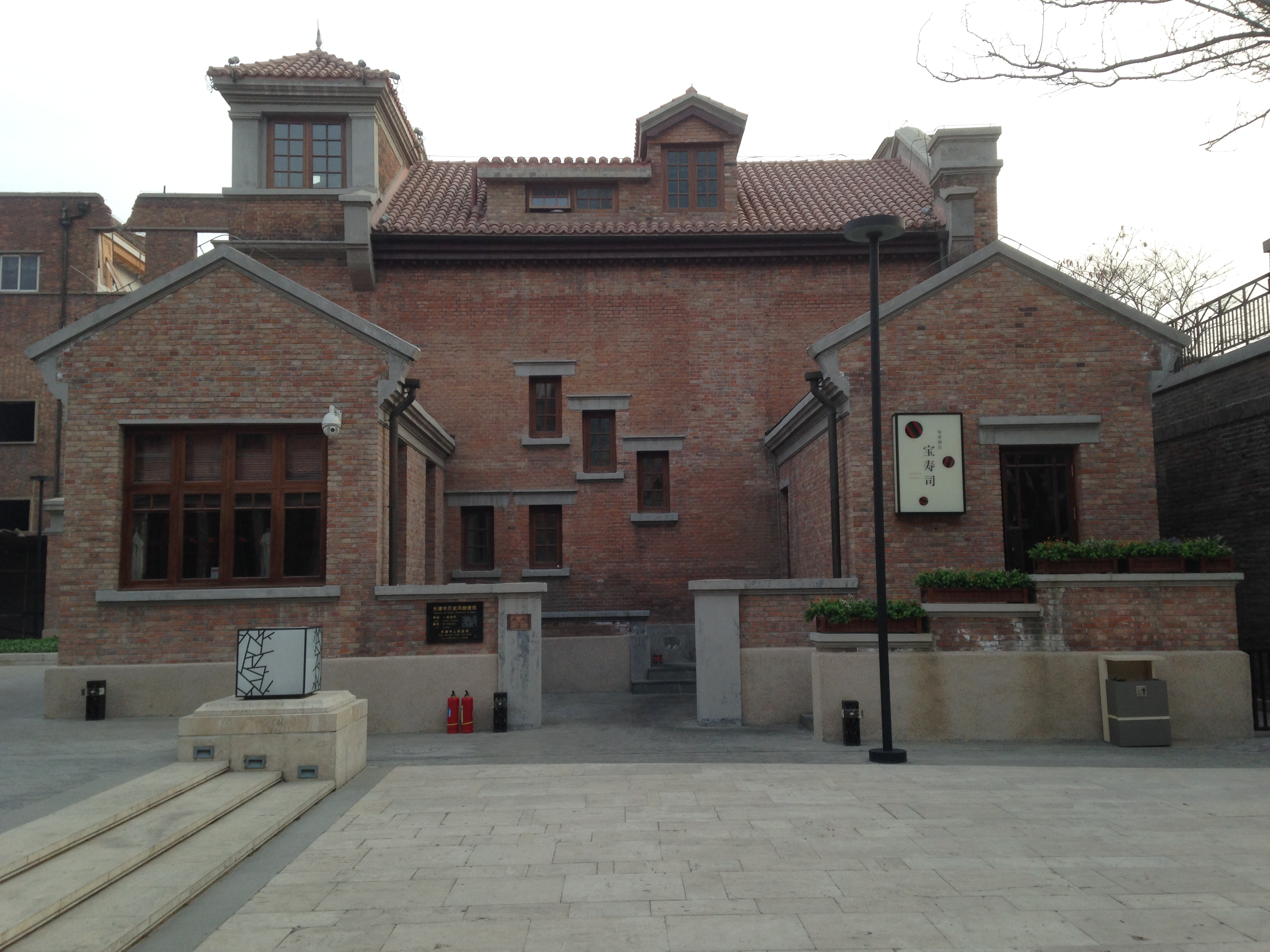
洛阳道先农大院3号

## 内部链接
- 先农公司大楼